# Acorde meio-diminuto
Acorde semidiminuto ou meio-diminuto (ou acorde menor com sétima menor e quinta diminuta) é o acorde musical formado de um intervalo de 3.ª menor, 5.ª diminuta e 7.ª menor. Isto é, a distância entre a fundamental e a terça é de um tom e meio, de três tons entre a fundamental e a quinta, e de cinco tons entre a fundamental e a sétima. Simplificando, há um intervalo de um tom e meio entre a tônica (nota fundamental) e a terça menor, outro intervalo de um tom e meio entre a terça menor e a quinta bemol (ou quinta diminuta) e de dois tons entre a quinta bemol e a sétima menor. Isso o diferencia do acorde diminuto, em que todos os intervalos são de um tom e meio. O acorde meio-diminuto corresponde ao sétimo grau do campo harmônico da escala maior.
Campo harmônico de dó maior (em tétrades):
C — Dm7 — Em7 — F7M — G7 — Am7 — Bm7(b5)
Na harmonia tonal, o acorde meio-diminuto frequentemente desempenha a função de subdominante menor ou atua como um acorde de preparação para o acorde dominante, especialmente em progressões que envolvem modulações ou cadências mais complexas.
O acorde meio-diminuto é frequentemente representado pelas notações "m7♭5" ou pelo símbolo "ø". Por exemplo, Cm7♭5 ou Cø indicam um acorde de Dó meio-diminuto. Outra simbologia comum é m7(♭5), ou seja, com "♭5" entre parênteses.
Exemplo com o acorde de D:
Notação de cifra: Dm7(b5) ou DØ (ré menor com sétima [menor] e quinta diminuta ou ré meio-diminuto)
Notas formadoras do acorde: D, F, Ab, C

A diferença entre um acorde diminuto e meio-diminuto está no intervalo entre a quinta e a sétima nota.
Nos diminutos, há uma sobreposição de três terças menores (o intervalo entre as notas é sempre de 1 tom e meio). No meio-diminuto, são duas terças menores e uma terça maior.
Exemplificando:
Si diminuto: B,  D (terça menor), F (terça menor), Ab (terça menor)
Si meio-diminuto: B,  D (terça menor), F (terça menor), A (terça maior)

O meio-diminuto, no universo tonal de dó maior será o sétimo grau da escala, ou seja, a nota si. O si meio-diminuto é um acorde de si de 3.ª menor, 5.ª diminuta e 7.º menor. (Bm7(b5)). As notas que formam o acorde são si, ré, fá e lá.
Outros acordes meio-diminutos (Tônica, III, V, VII):
CØ: C, Eb, Gb, Bb
C♯Ø: C♯, E, G, B
DØ: D, F, G♯, C
D♯Ø: D♯, F♯, A, C♯
EØ: E, G, A♯, D
FØ: F, G♯, B, D♯
F♯Ø: F♯, A, C, E
GØ: G, A♯, C♯, F
G♯Ø: G♯, B, D, F♯
AØ: A, C, D♯, G
A♯Ø: A♯, C♯, E, G♯
BØ: B, D, F, A
Outros acordes diminutos (Tônica, III, V, VII):
Co: C, D♯, F♯, Bbb
C♯o: C♯, E, G, Bb
Do: D, F, G♯, Cb
D♯o: D♯, F♯, A, B♯
Eo: E, G, Bb, Db
Fo: F, Ab, Cb, Ebb
F♯o: F♯, A, C, Eb
Go: G, Bb, Db, Fb
G♯o: G♯, B, D, F
Ao: A, C, Eb, Gb
A♯o: A♯, C♯, E, G
Bo: B, D, F, Ab
1. 1 2  «musictheory.net». www.musictheory.net. Consultado em 2 de maio de 2025
2. 1 2  Ishisaki, Bruno (1 de janeiro de 2024). «O acorde meio-diminuto como dispositivo multifuncional na improvisação musical: três aplicações para violão e guitarra» (PDF). Anais do XXXIV Congresso da ANPPOM. Consultado em 2 de maio de 2025
3. ↑  Mochmann, Oliver. «Diminished (dim, °, dim7, °7) vs. Half Diminished (m7b5)». Oolimo.com (em inglês). Consultado em 2 de maio de 2025